# Lancer (jonglerie)
Pour les articles homonymes, voir lancer.
La jonglerie de lancer (de l’anglais toss juggling) est une forme de jonglerie où les objets sont jetés et attrapés de manière répétée. Les disciplines de jonglerie les plus reconnues comme étant basées sur cette alternance de lancers et de rattrapes sont les balles, les massues et les anneaux. Cette notion quelque peu élitiste est utilisée par certains jongleurs anglophones pour distinguer le jonglage « pur » des autres disciplines de jonglerie comme le diabolo, le bâton du diable ou la jonglerie de contact et n’est pas utilisée en français.

## Types de lancer
Plusieurs distinctions sont notables sur les lancers en fonction du matériau et de la forme des objets jonglés. Les plus connus sont le jonglage – et donc les lancers – « aérien » ou « à rebonds ». Certains jongleurs savent combiner les deux.
Le jonglage aérien indique que les seules forces en action sur les objets sont celles dues aux lancers et à la pesanteur : les trajectoires des objets sont paraboliques.
Le jonglage à rebonds utilise la propriété de certains matériaux (caoutchouc, silicone) pour que les objets rebondissent sur des surfaces : le jongleur peut alors exploiter la partie droite (linéaire) des trajectoires paraboliques des objets pour la phase de lancer avant le rebond comme pour la phase aérienne suivant le rebond. Cela donne quatre types de lancer possible en jonglage à rebonds : actif, hyperactif, passif et hyperpassif (voir l’article dédié).
Il est possible de jongler dans un plan à l’horizontale — avec des rebonds sur une table de billard ou encore en apesanteur. Les trajectoires sont alors toutes droites.
Parfois les objets planent en l’air. C’est le cas des lancers de foulards utilisés par les débutants.
Certains objets sont lancés en exploitant leur forme ou un support particulier de manière à revenir au lanceur : en l’air avec des chapeaux ou des boomerangs qui planent, au sol avec des bols (paraboloïdes de révolution) ou des massues qui roulent, à l’intérieur d’une surface incurvée avec des boules ou des billes.
L’échange d’objets à plusieurs personnes se nomme le passing ; la personne qui lance est un passeur, les lancers à soi-même sont des passes « self » ou plus simplement des « selfs ». Le passing lui-même peut être aérien ou à rebonds…
Il existe plusieurs notations de jonglerie pour retranscrire certains aspects des lancers par écrit, la plus connue étant la notation siteswap.
Les lancers peuvent aussi être fait autour de plans du corps humain ce qui donne lieu à une notation particulière : la notation des figures autour du corps.

## Types de prise ou de réception
La langue anglaise possède un nom commun « a catch » du verbe « to catch » que le français n’a pas pour décrire cette action d’attraper un objet lancé en l’air et qui concorde avec son action opposé a throw/to throw. Si l’on a bien un déverbal pour lancer : « un lancer » ; attraper ou rattraper n’en ont eux pas vraiment cf. « un attraper » et « un rattraper » (absents des dictionnaires), un attrapage (question de dispute), un rattrapage (d’événement raté, et plusieurs sens propres), ou encore une rattrape, pourtant bien utilisée en gymnastique et acrobatie, ne sont pour aucun utilisés fréquemment dans le langage courant en jonglerie en français. Une alternative possible pourrait être de parler simplement de la réception d’un objet en main ou quelconque site de lancer/attraper, les sites autres que la main omettant la notion de préhension ou de prise. Prise et reprise pourraient sembler de prime abord adéquats, mais ils sont rarement entendus sauf au singulier, leurs pluriels ayant de nombreuses autres définitions, cela doit porter à confusion. De même, « une réception » est rapidement entendu différemment. Finalement, comme pour le reste de la jonglerie, les anglicismes ont la peau dure et « catcher » sert souvent à « chopper un objet en vol » là où un catch désigne une prise.

## Quelques figures classiques
Depuis le début des années 1980, les notations de jonglerie nouvelles ont étoffé le catalogue de trick réalisables à plusieurs objets, seul, à plusieurs ou même avec un nombre impair de mains.

### Famille des cascades
La cascade est la figure jonglable avec un nombre d’objets impair.
La cascade à 3 balles : C’est la figure que tout débutant cherche à maîtriser en premier. On commence avec deux balles dans la main droite et une dans la main gauche (l’inverse pour les gauchers, bien entendu). La main droite lance une balle vers la main gauche. Lorsque celle-ci est à son apogée, la main gauche lance sa balle en dessous afin de se libérer pour rattraper la première balle. Lorsque la deuxième balle atteint elle aussi son apogée, la main droite lance la troisième balle, et ainsi de suite.

### Famille des douches
La famille des douches décrit les figures où les balles se suivent sur une même orbite. La main forte, la plus habile, lançant haut d’un côté, l’autre main rattrapant et remplissant la main forte continuellement avec des lancers horizontaux. À deux objets, la figure est souvent acquise chez de nombreuses personnes - les lancers horizontaux sont remplacés par un échange mains collées - ceci constitue un mauvais réflexe dont il faut se débarrasser pour réaliser les deux premiers lancers de la cascade. Les séquences siteswaps de la famille des douches sont excitées, de 2 à 7 balles ce sont respectivement les séquences 31, 51, 71, 91, B1 et D1.
La douche à 3 balles (siteswap 51) : Dans cette figure, une main lance les balles assez haut tandis que l’autre ne fait que les passer rapidement.

### Famille des boites
La boîte : c’est une figure synchrone. Sa difficulté réside dans le fait que les deux lancers doivent se faire en même temps, mais dans deux directions différentes. Son siteswap est (4,2x)(2x, 4).

### Mess - Croisement des bras
Steve Mills vers la fin des années 1980 découvre que la cascade est également réalisable en croisant et décroisant les mains ce qui élargit considérablement le nombre de figure vu que la notion est généralisable à toutes les séquences siteswaps.
Le Mills' Mess : Par rapport au jonglage normal, le mills mess ne change que le mouvement des bras. Son siteswap de base est donc 3, mais il peut se faire en théorie avec n’importe quel siteswap et n’importe quel nombre de balles.